# Conescharellina transversa
Conescharellina transversa är en mossdjursart som beskrevs av Canu och Bassler 1929. Conescharellina transversa ingår i släktet Conescharellina och familjen Biporidae. Inga underarter finns listade i Catalogue of Life.